# 조이스 제임슨

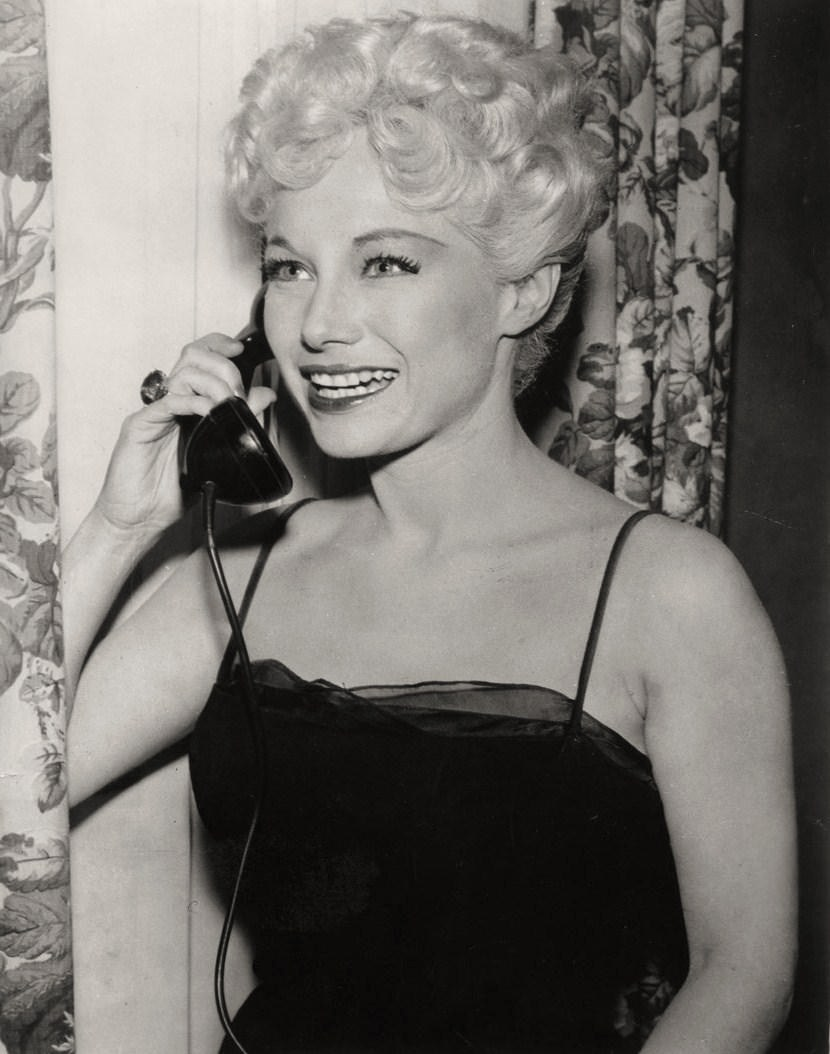

조이스 제임슨(Joyce Jameson, 1932년 9월 26일 ~ 1987년 1월 16일)은 미국의 배우이다.
시카고에서 태어났으며 버뱅크에서 사망하였다. 사인은 과다복용이다.

## 영화
- 하드바디 (1984년)
- 더티 파이터 2 (1978년)
- 스코치 (1976년)
- 무법자 조시 웰즈 (1976년)
- 죽음의 경주 (1975년)
- 여형사 페페 (1974년)
- 119 구조대 (1972년)
- 여감방의 비밀 (1972, Women in Chains)
- 스프릿 (1968년)
- 프랭키와 자니 (1966년)
- 호간의 영웅들 (1965년)
- 몬스터 가족 (1964년)
- 공포의 코미디 (1964년) - 아마릴리스 트럼벌 역
- 이웃 만들기 (1964년)
- 테러 이야기 (1962년)
- 아파트 열쇠를 빌려드립니다 (1960년)
- 페리 메이슨 (1957년)
- 스트립 (1951년)
- 쇼 보트 (1951년)